# Rhyacophila stigmatica
Rhyacophila stigmatica är en nattsländeart som först beskrevs av Friedrich Anton Kolenati 1859.  Rhyacophila stigmatica ingår i släktet Rhyacophila och familjen rovnattsländor. Inga underarter finns listade i Catalogue of Life.